# Indian Wells (Kalifornia)
Indian Wells – miasto w stanie Kalifornia, w Stanach Zjednoczonych. Populacja: 3816 (2000). Powierzchnia: 37,79 km².
Miasto jest położone mniej więcej w połowie drogi wytyczonej fragmentem autostrady I-10, przebiegającym nieco na północ od centrów miast Palm Springs (słynnego kurortu golfowego) i Indio (siedziby kwietniowego festiwalu muzyki alternatywnej Coachella Valley Music and Arts Festival), w Dolinie Coachella, naturalnie pustynnym, sztucznie nawadnianym rejonie o intensywnym rolnictwie, zamieszkanym przez ok. milion mieszkańców. Uprawiano tu kiedyś daktyle, przed boomem deweloperskim i napływem zamożnych mieszkańców. Nadal ponad 90% plonu daktyli w Stanach Zjednoczonych pochodzi z Doliny Coachella. Uprawiane są tu także różnorodne warzywa i jest tu kilka znanych winnic. Bez doprowadzonej z daleka wody (kanałem wybudowanym w latach 30./40. XX wieku z odległej rzeki Kolorado), niczym by się nie różniła od obszarów słonawej pustyni Mojave (właściwie stanowi część górzystej pustyni Kolorado). W pobliżu znajduje się największe jezioro Kalifornii, słone Salton Sea.
Orientacyjnie, rejon miasta stanowi wierzchołek równobocznego trójkąta, ulokowany w pustynnym, górzystym wnętrzu stanu, którego pozostałymi wierzchołkami są nadmorskie metropolie Los Angeles i San Diego. Indian Wells leży ok. 180 km od centrum Los Angeles.
Indian Wells jest znane z corocznego turnieju tenisowego Pacific Life Open (tradycyjna nazwa: Indian Wells Masters), który od 2000 odbywa się na 20 kortach wielkiego nowoczesnego kompleksu tenisowego Indian Wells Tennis Garden, zawierającego otwarty stadion tenisowy na 16 100 widzów, instalacja na skalę turniejów wielkoszlemowych. Jest to jeden z najdłuższych i najważniejszych turniejów w tenisie zawodowym kobiet (WTA Tour) i mężczyzn (ATP Tour). Ostatnio zbiera 96 najlepszych zawodników i taką samą liczbę najlepszych zawodniczek.
Indian Wells ma najwyższy odsetek milionerów w USA, mieszka tu między innymi jeden z najbogatszych ludzi świata Charles Koch. Jednak także w tym mieście mieszkają rodziny uznawane urzędowo za żyjące w biedzie, według danych United States Census Bureau za rok 2000.